# Wahlkreis Glasgow Maryhill (Schottisches Parlament)
| Glasgow Maryhill           |
| -------------------------- |
| Glasgow Maryhill · Glasgow |
| Gebildet                   |
| 1999                       |
| Abgeschafft                |
| 2011                       |
| Regionen                   |
| Glasgow                    |

Glasgow Maryhill war ein Wahlkreis für das Schottische Parlament. Er wurde 1999 als einer von zehn Wahlkreisen der Wahlregion Glasgow eingeführt, die im Zuge der Revision der Wahlkreise im Jahre 2011 neu zugeschnitten wurde und nur noch neun Wahlkreise umfasst. Hierbei wurde der Wahlkreis Glasgow Maryhill abgeschafft. Er umfasste die nördlichen Glasgower Stadtbezirke, unter anderem Cadder, Gilshochill, Milton und Ruchill und entsandte einen Abgeordneten. Bei Zensuserhebung 2001 lebten insgesamt 62.305 Personen innerhalb seiner Grenzen. Der Großteil der Gebiete von Glasgow Maryhill ist in dem neuen Wahlkreis Glasgow Maryhill and Springburn aufgegangen.

## Wahlergebnisse

### Parlamentswahl 1999
| Ergebnisse der Parlamentswahl 1999 | Ergebnisse der Parlamentswahl 1999 | Ergebnisse der Parlamentswahl 1999 | Ergebnisse der Parlamentswahl 1999 |
| Partei                             | Kandidat                           | Stimmen                            | %                                  |
| ---------------------------------- | ---------------------------------- | ---------------------------------- | ---------------------------------- |
| Labour                             | Patricia Ferguson                  | 11.455                             | 49,8                               |
| SNP                                | Bill Wilson                        | 7129                               | 31,0                               |
| Liberal Democrats                  | Clare Hamblen                      | 1793                               | 7,8                                |
| Socialist                          | Charles Scott                      | 1439                               | 6,3                                |
| Conservative                       | Michael Fry                        | 1194                               | 5,2                                |
| Wahlbeteiligung: 23.010 (40,49 %)  |                                    |                                    |                                    |

### Parlamentswahl 2003
| Ergebnisse der Parlamentswahl 2003 | Ergebnisse der Parlamentswahl 2003 | Ergebnisse der Parlamentswahl 2003 | Ergebnisse der Parlamentswahl 2003 | Ergebnisse der Parlamentswahl 2003 |
| Partei                             | Kandidat                           | Stimmen                            | %                                  | ±                                  |
| ---------------------------------- | ---------------------------------- | ---------------------------------- | ---------------------------------- | ---------------------------------- |
| Labour                             | Patricia Ferguson                  | 8997                               | 49,3                               | −0,5                               |
| SNP                                | Bill Wilson                        | 3629                               | 19,9                               | −11,2                              |
| Socialist                          | Donnie Nicolson                    | 2945                               | 16,1                               | +9,8                               |
| Liberal Democrats                  | Arthur Sanderson                   | 1785                               | 9,8                                | +2,0                               |
| Conservative                       | Robert Erskine                     | 887                                | 4,9                                | −0,3                               |
| Wahlbeteiligung: 18.243 (37,14 %)  |                                    |                                    |                                    |                                    |

### Parlamentswahl 2007
| Ergebnisse der Parlamentswahl 2007 | Ergebnisse der Parlamentswahl 2007 | Ergebnisse der Parlamentswahl 2007 | Ergebnisse der Parlamentswahl 2007 | Ergebnisse der Parlamentswahl 2007 |
| Partei                             | Kandidat                           | Stimmen                            | %                                  | ±                                  |
| ---------------------------------- | ---------------------------------- | ---------------------------------- | ---------------------------------- | ---------------------------------- |
| Labour                             | Patricia Ferguson                  | 7955                               | 48,0                               | −1,3                               |
| SNP                                | Bob Doris                          | 5645                               | 34,1                               | +14,2                              |
| Liberal Democrats                  | Kenneth Elder                      | 1936                               | 11,7                               | +1,9                               |
| Conservative                       | Heather MacLeod                    | 1028                               | 6,2                                | +1,3                               |
| Wahlbeteiligung: 16.564 (35,96 %)  |                                    |                                    |                                    |                                    |